# Cielęca Skała
Cielęca Skała – ostaniec na Wyżynie Olkuskiej w miejscowości Jerzmanowice. Jest to niewielka wapienna skała znajdująca się wśród pól uprawnych, między dwoma większymi ostańcami: Łysą i Grodziskiem. Wraz z nimi zaliczana jest do grupy Ostańców Jerzmanowickich. Znajduje się na obszarze Parku Krajobrazowego Dolinki Krakowskie i jest jednym z 41 pomników przyrody gminy Jerzmanowice-Przeginia (figuruje w rejestrze pod nr 10/27). Administracyjnie znajduje się w granicach wsi Jerzmanowice w województwie małopolskim, w powiecie krakowskim, w gminie Jerzmanowice-Przeginia.